# ステファン・セセニョン
ステファヌ・セセニョン（Stéphane Sessegnon, 1984年6月1日 - ）は、ベナン共和国出身のサッカー選手。ベナン代表である。ゲンチレルビルリイSK所属。ポジションはミッドフィールダー。
サッカー選手のライアン・セセニョン、スティーヴン・セセニョンは従兄弟。

## 経歴

### デビューからフランス移籍まで
ベナン・プレミアリーグのRequins de l'Atlantique FCからデビューした。このクラブはベナンの事実上の首都であるコトヌーにあり、鮫と大西洋をモチーフとする。トップチームに1年だけ在籍した後、フランス・パリ郊外にあるリーグ・ドゥ（2部）のUSクレテイユ＝リュシタノに移籍した。同郷のノエル・セカがいたことなどからすぐにチームに馴染み、2004-05シーズン開幕戦のスタッド・ランス戦で途中出場してデビューを飾ったが、1-2で敗れた。2005年1月14日、3-0と勝利したFCグーニョン戦では初得点を決め、そのわずか4分後には2得点目を決めた。USクレテイユ＝リュシタノはシーズンを15位で終えたが、クラブを降格から救ったことでセセニョンは脚光を浴びた。2005-06シーズンはクラブのリーグ・ドゥ最高位である8位でシーズンを終えた。彼自身も調子が良く、33試合に出場して5得点した。USクレテイユ＝リュシタノでは2シーズンで68試合に出場して10得点した。

### ル・マンUC
2006年5月19日、リーグ・アン（1部）のル・マンUCと3年契約を結んだ。2-2で引き分けたトロワAC戦で途中出場してリーグデビューし、それから4試合は途中出場だった。初めて先発出場したのは11月4日のAJオセール戦だった。CSスダン・アルデンヌ戦では途中出場にもかかわらずレッドカードで一発退場処分を受けた。AJオセール戦の2週間後、スタッド・レンヌ戦でリーグアン初得点を決め、1-1で引き分けに持ち込んだ。好調なパフォーマンスで自身のポジションを固めていった。
2007-08シーズンは右サイドアタッカーとして起用された。新しい役割を任せられたことでクラブにとってより有益な存在になった。2007年9月1日のオリンピック・リヨン戦では2得点したが2-3と惜敗した。翌週のヴァランシエンヌFC戦でも得点し、1-0で勝利した。クープ・ドゥ・ラ・リーグのRCランス戦では彼の活躍で準決勝に進出したが、120分間すべて出場した延長戦の末に4-5で敗れた。

### パリ・サンジェルマンFC
ル・マンUCでの華々しい2シーズンのおかげでプレミアリーグのアーセナルFCやニューカッスル・ユナイテッドFCなどのビッグクラブからも注目を集める存在となったが、パリ・サンジェルマンFCと4年契約を結び、背番号10を貰った。移籍金の額は800万ユーロから1000万ユーロの間と言われている。2008年8月16日、シーズン開幕戦のFCジロンダン・ボルドー戦でデビューし、1-0で勝利した。次の試合でFCソショー相手に初得点を決めた。12月13日、AJオセール戦でキャリア通算3度目となる1試合2得点を成し遂げ、2-1での勝利に貢献した。この12月には月間最優秀選手賞を受賞した。2008-09シーズンのUEFAカップには9試合に出場し、FCトゥウェンテ戦で1得点した。ディフェンシブミッドフィールダーのクロード・マケレレとセンターハーフのジェレミー・クレマンとのトリオの活躍で一時はリーグ戦2位に上り詰めたが、フロントの混乱から最終的には6位でシーズンを終えた。クープ・ドゥ・ラ・リーグでは準決勝に進出し、UEFAカップはベスト8に進出した。すべての試合をあわせると49試合に出場して8得点11アシストを決めた、リーグの最優秀選手賞とクラブの最優秀選手賞にノミネートされた。
シーズン終了後、チェルシーFCやリヴァプールFC、アーセナルFC、エヴァートンFC、マンチェスター・シティFCなどがパリ・サンジェルマンFCとコンタクトを取り、セセニョン移籍の可能性を探った。2009年6月23日、「クラブで最も良いパフォーマンスをしたと思っている」としてクラブに昇給を訴え、2週間後には契約延長とかなりの額の昇給を勝ち取った。この契約延長によってイングランドへの移籍の噂は立ち消えた。

### ベナン代表
2004年6月6日、ドイツワールドカップ予選カメルーン戦でベナン代表デビューした。同年9月4日のワールドカップ予選、エジプト戦で代表初得点を記録。予選の大半に出場したが、ベナン代表は予選で敗退した。2008年にはアフリカネイションズカップにベナン代表の一員として参加し、グループステージで敗退した。

## 個人成績
2011年9月3日現在
| クラブ                     | シーズン      | リーグ | リーグ | リーグ   | カップ | カップ | カップ   | 欧州カップ | 欧州カップ | 欧州カップ | 合計 | 合計 | 合計     |
| クラブ                     | シーズン      | 出場   | 得点   | アシスト | 出場   | 得点   | アシスト | 出場       | 得点       | アシスト   | 出場 | 得点 | アシスト |
| -------------------------- | ------------- | ------ | ------ | -------- | ------ | ------ | -------- | ---------- | ---------- | ---------- | ---- | ---- | -------- |
| Requins de l'Atlantique FC | 2003-04       | 2      | 0      | 0        | 0      | 0      | 0        | 0          | 0          | 0          | 0    | 0    | 0        |
| Total                      | Total         | 2      | 0      | 0        | 0      | 0      | 0        | 0          | 0          | 0          | 0    | 0    | 0        |
| USクレテイユ＝リュシタノ   | 2004-05       | 35     | 5      | 4        | 1      | 0      | 0        | 0          | 0          | 0          | 36   | 5    | 4        |
| USクレテイユ＝リュシタノ   | 2005-06       | 33     | 5      | 2        | 1      | 0      | 0        | 0          | 0          | 0          | 34   | 5    | 2        |
| Total                      | Total         | 68     | 10     | 6        | 2      | 0      | 0        | 0          | 0          | 0          | 70   | 10   | 6        |
| ル・マンUC                 | 2006-07       | 31     | 1      | 2        | 2      | 0      | 0        | 0          | 0          | 0          | 33   | 1    | 2        |
| ル・マンUC                 | 2007-08       | 30     | 5      | 3        | 5      | 0      | 1        | 0          | 0          | 0          | 35   | 5    | 1        |
| Total                      | Total         | 61     | 6      | 5        | 7      | 0      | 1        | 0          | 0          | 0          | 68   | 6    | 3        |
| パリ・サンジェルマンFC     | 2008-09       | 34     | 6      | 7        | 6      | 1      | 2        | 9          | 1          | 2          | 49   | 8    | 11       |
| パリ・サンジェルマンFC     | 2009-10       | 29     | 4      | 2        | 0      | 0      | 0        | 0          | 0          | 0          | 0    | 0    | 0        |
| パリ・サンジェルマンFC     | 2010-11       | 14     | 0      |          |        |        |          |            |            |            |      |      |          |
| Total                      | Total         | 38     | 6      | 9        | 6      | 1      | 2        | 9          | 1          | 2          | 53   | 8    | 13       |
| Career totals              | Career totals | 169    | 22     | 20       | 15     | 1      | 3        | 9          | 1          | 2          | 193  | 24   | 25       |